# PCC 7900
PCC 7900 – seria 61 tramwajów dwuprzegubowych o konstrukcji wywodzącej się z tramwaju PCC. Wagony typu PCC 7900 wytwarzano w latach 1977–1978 w zakładach La Brugeoise et Nivelles w Brugii i ACEC w Charleroi na zamówienie brukselskiego przewoźnika MIVB.
Tramwaje serii 7900 zakupiono w związku ze znacznym zwiększeniem się liczby pasażerów korzystających z linii premetra. Tramwaje zostały przydzielone do obsługi najbardziej obciążonych linii tramwajowych w Brukseli, ale obecnie ich rola w przewozach jest ograniczona w związku ze wprowadzeniem do eksploatacji nowych tramwajów niskopodłogowych.

## Konstrukcja
Dwuprzegubowe, dwukierunkowe tramwaje serii 7900 wywodzą się od tramwajów serii 7700, od których różnią się dodatkowym, środkowym członem pozbawionym drzwi. 
Zarówno przez podróżnych, jak i motorniczych tramwaje serii 7900 są uznawane za niezawodne: pasażerowie doceniają wydajne ogrzewanie, a motorniczy doceniają dobre przyspieszenie oraz niską awaryjność.

## Dostawy
| Państwo        | Miasto         | Typ            | Lata dostaw    | Liczba | Numery taborowe |       |
| -------------- | -------------- | -------------- | -------------- | ------ | --------------- | ----- |
| Belgia         | Bruksela       | PCC 7900       | 1977–1978      | 61     | 7900–7961       | [ 1 ] |
| Łączna liczba: | Łączna liczba: | Łączna liczba: | Łączna liczba: | 61     |                 |       |

## Eksploatacja
Tramwaje serii 7900 obsługują obecnie brukselskie linie tramwajowe o numerach 51 i 81. Oprócz tego sporadycznie obsługują linię nr 97.

## Galeria

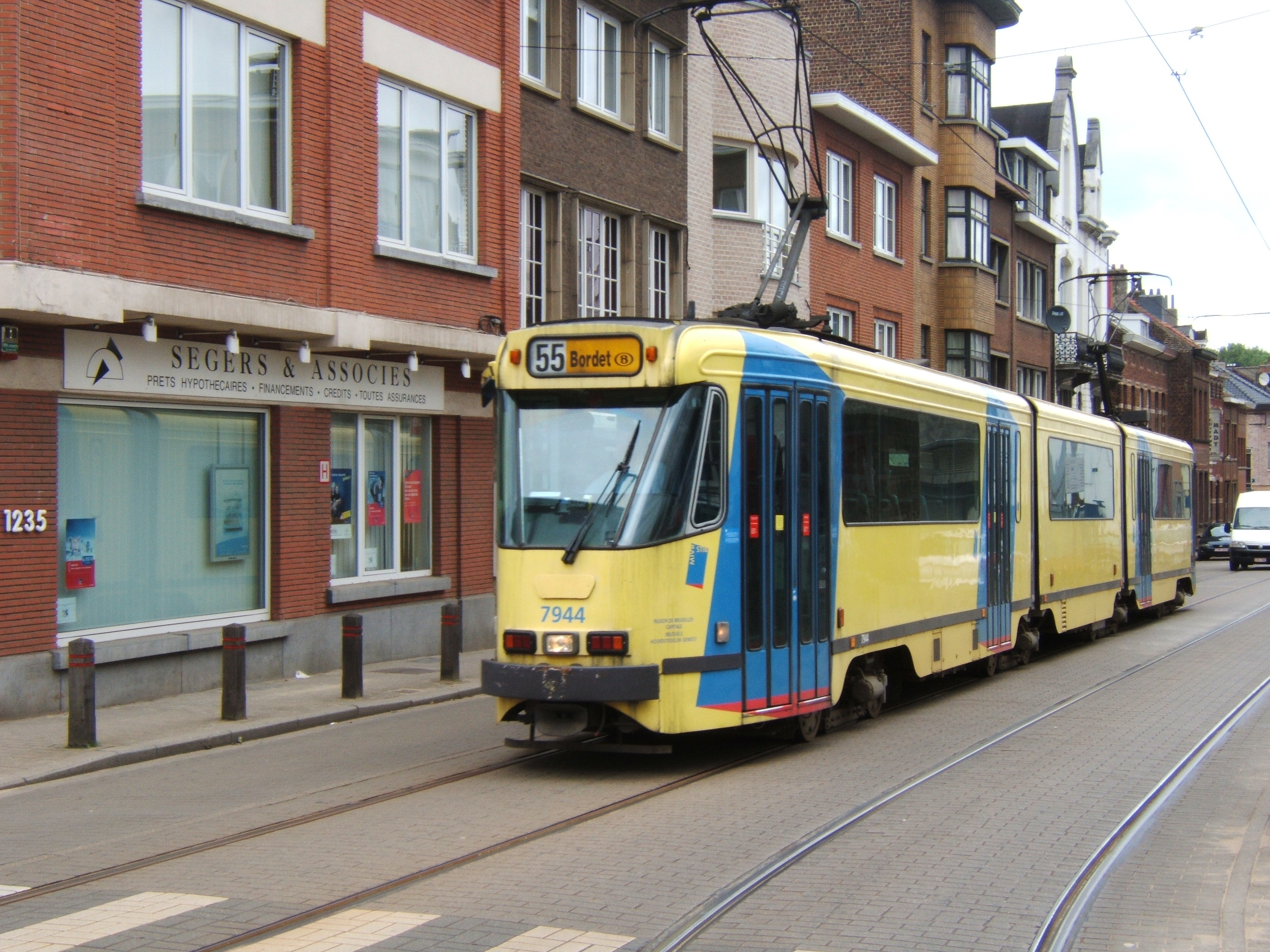
Tramwaj PCC 7900 w starszym schemacie malowania z lat 90. XX wieku
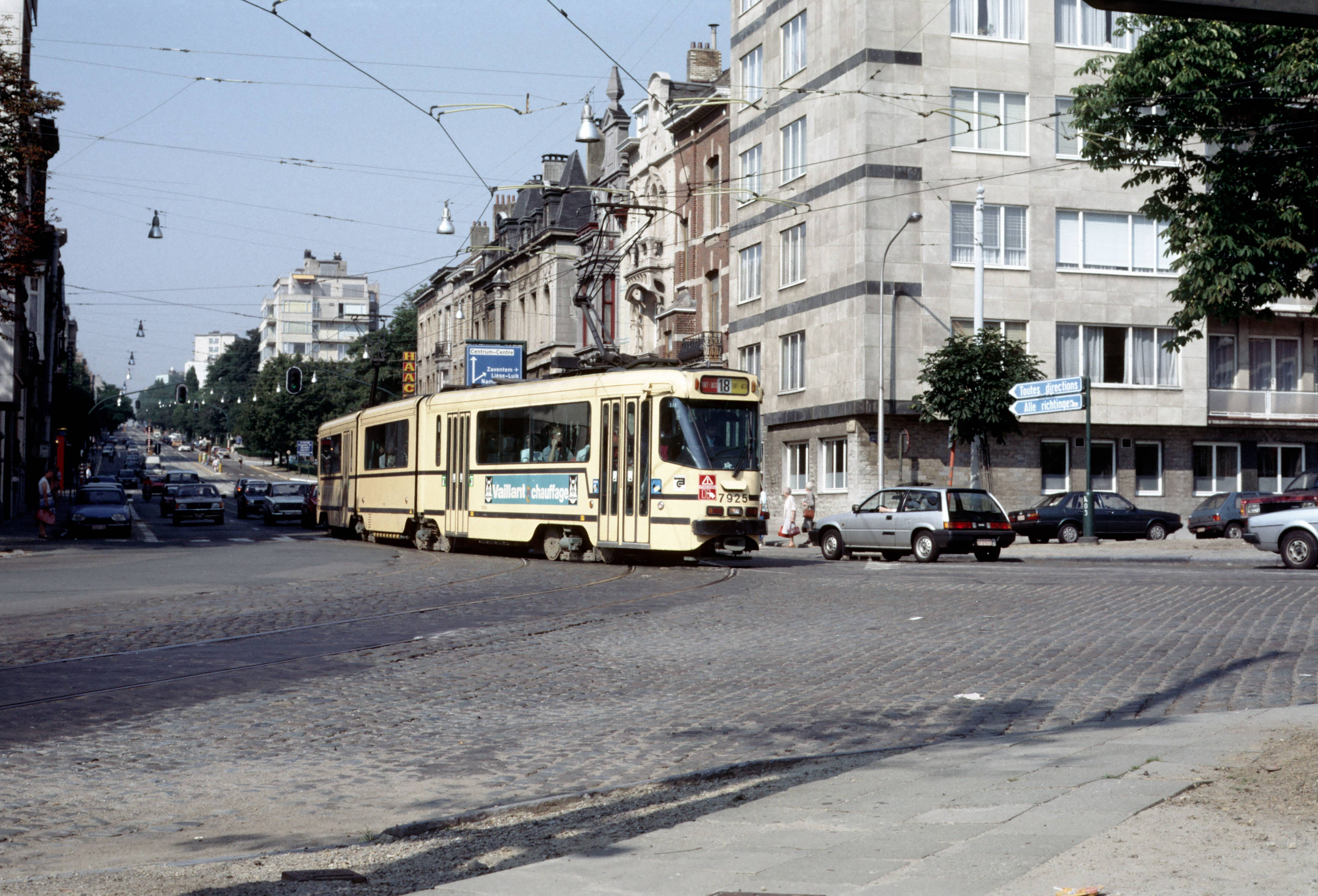
Wagon nr 7925 na linii nr 18, 1985 r.
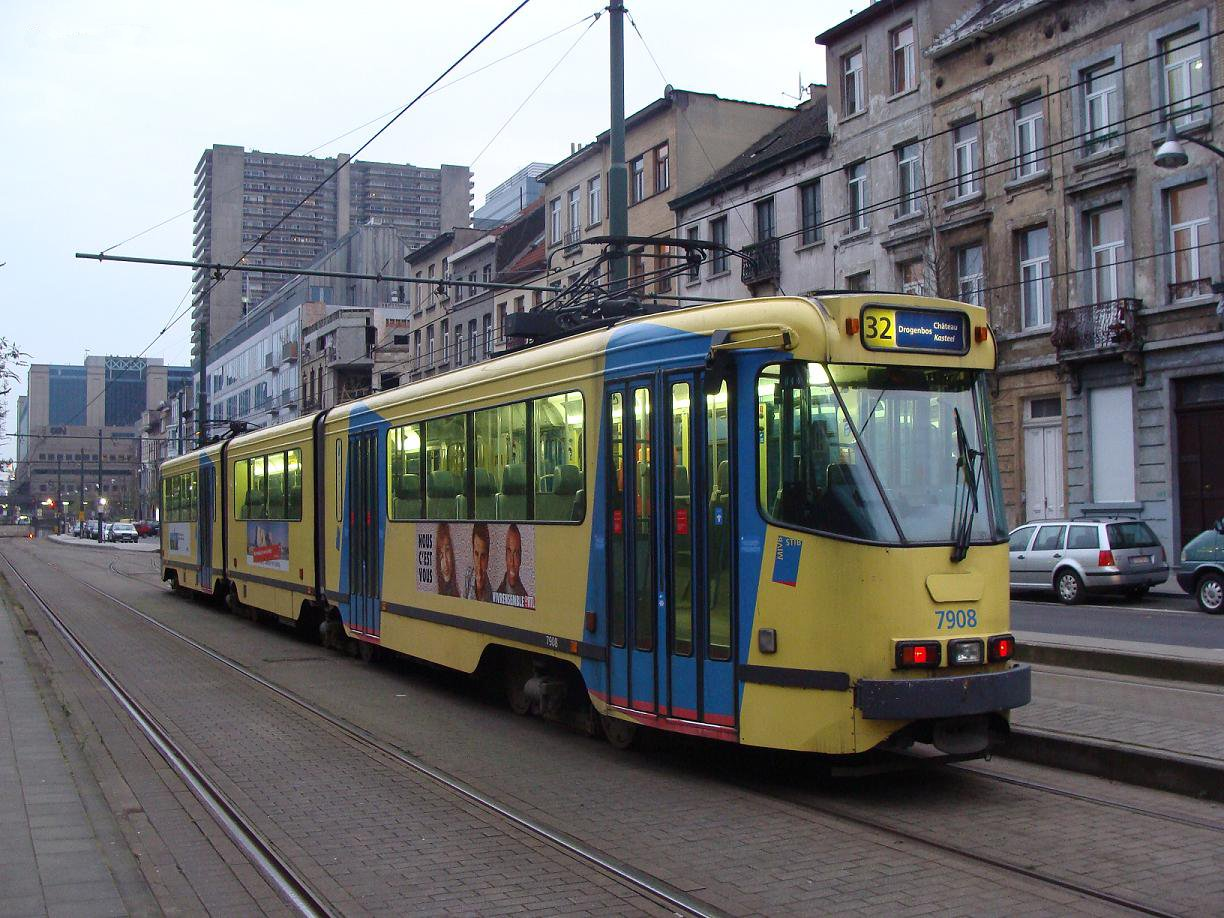
Wagon nr 7908 na linii nr 32, 2008 r.
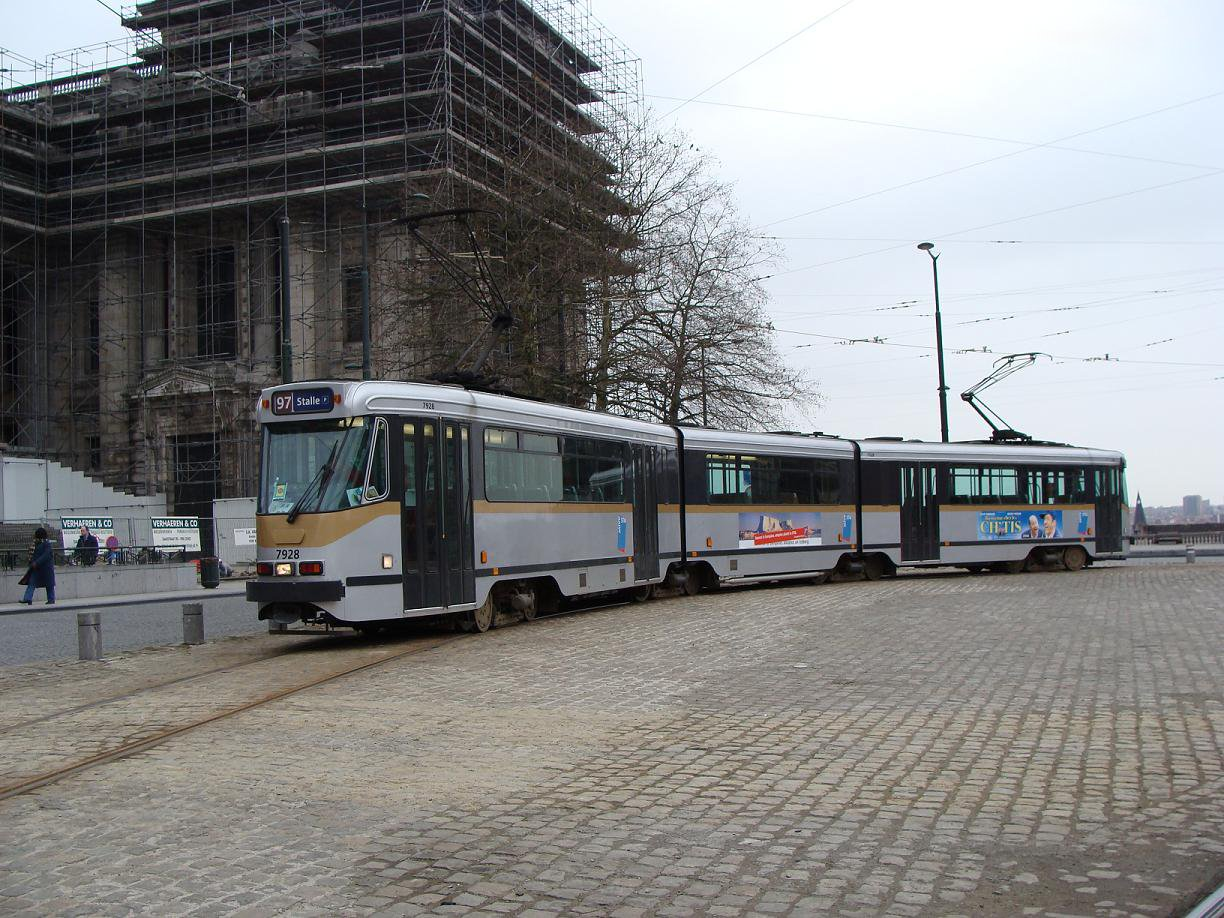
Wagon nr 7928 na linii nr 97, 2008 r.